# Peucaea
Genre
Le genre Peucaea regroupe des passereaux de type bruant, appartenant à la famille des Passerellidae.

## Liste des espèces
D'après la classification de référence (version 3.4, 2013) du Congrès ornithologique international (ordre phylogénique) :
- Peucaea ruficauda – Bruant ligné
- Peucaea humeralis – Bruant à plastron
- Peucaea mystacalis – Bruant à moustaches
- Peucaea sumichrasti – Bruant à queue rousse
- Peucaea carpalis – Bruant à épaulettes
- Peucaea cassinii – Bruant de Cassin
- Peucaea aestivalis – Bruant des pinèdes
- Peucaea botterii – Bruant de Botteri